# Famille de Saintignon
La famille de Saintignon est une famille subsistante de la noblesse française, d'ancienne extraction, originaire de Verdun, où, selon Bernard Chérin, elle est citée au XVe siècle dans l'échevinage de cette ville. Elle occupa la charge de bailli de l’évêché et comté de Verdun de 1591 à 1633.

Un rameau éteint fut titré baron du Saint-Empire en 1746. Il fut propriétaire d’un régiment à son nom dans l'armée autrichienne, le Saintignon-dragons, de 1759 à 1779.

Lors de la Révolution industrielle, la famille de Saintignon investit dans des usines sidérurgiques en Lorraine (sous la raison sociale F. de Saintignon et Cie), qu'elle détint de 1878 à 1921. 

## Histoire
Bernard Chérin a considéré la filiation comme prouvée depuis Ancherin Sainctignon (décédé avant 1439), échevin de Verdun, marié à Jeanne Pierxel (qui teste en 1439), dont le fils aussi prénommé Ancherin, écuyer, échevin de Verdun, marié à Jeanne de Chauldeney, testa en 1498.

C'est cette date de 1498 que retient Régis Valette, dans son ouvrage Catalogue de la noblesse française subsistante au XXIe siècle, comme date de la noblesse de la famille de Saintignon.
À Verdun, des gisants de la famille, dont les tombeaux étaient anciennement dans la chapelle Saint-Bernard de la cathédrale, sont exposés au musée de la Princerie.

## Branche du Grand Failly
- Adrien de Saintignon (1656- ) épouse en 1675 Anne Claire de Quintana (ca 1660)
  - Jean de Saintignon (1680-1743) épouse en 1715 Françoise Joséphine de Rolly (ca 1695-1736)
    - Henri Antoine Joseph de Saintignon (ca 1717) épouse en 1740 Marie Josèphe Louise du Faing (ca 1720)
    - Marie Appoline de Saintignon (1720- ) épouse en 1749 Jean Antoine Joseph de Saintignon (1720-1779), Feldmarschalleutnant dans l'armée autrichienne à la tête du Régiment Saintignon-dragons.

  - Anselme de Saintignon (ca 1685- ) épouse en 1714 Gabrielle de Gourdon ca 1695
    - Jean Antoine Joseph de Saintignon (1720-1779) épouse en 1749 Marie Appoline de Saintignon (1720- )
      - Alexandre de Saintignon (1766-1842) épouse en 1799 Suzanne Antoinette de Reumont (1770-1842)
        - François de Saintignon (1808-1857) épouse en 1841 Caroline de Gourcy (1819-1851), d'où :
          - Fernand de Saintignon (1846-1921), maître de forges, industriel et scientifique. Il épouse Louise Legendre (1854-1932) ;
          - Edmond de Saintignon (1843-1911) épouse Marie-Louise de Malézieu (1852-1936). De cette union descendent tous les Saintignon, dont :
            - Jeanne de Saintignon (1880-1959) épouse Louis Le Jolis de Villiers (1874-1914), d'où une nombreuse descendance au sein de la famille Le Jolis de Villiers
            - Marie de Saintignon (1882-1932) épouse en 1902 Jean Le Barrois d'Orgeval (1870-1959)
            - Paul de Saintignon (1883-1919) épouse en 1910 Françoise de Fabry-Fabrègues (1885-1953)
              - François de Saintignon (1912-1972) épouse Monique Larmoyer, d'où cinq enfants dont :
                - Pierre de Saintignon (1948-2019), homme politique socialiste, premier adjoint au maire de Lille.

On peut également citer, parmi les personnalités de la famille, Antonia Luzia de Saintignon, abbesse de Differdange, et Joseph de Saintignon (1743?-1795), chanoine régulier puis procureur général de la congrégation de Notre-Sauveur, abbé des abbayes Saint-Sauveur et Domèvre de 1772 à 1791 et membre cotitulaire de l'Académie nationale de Metz.

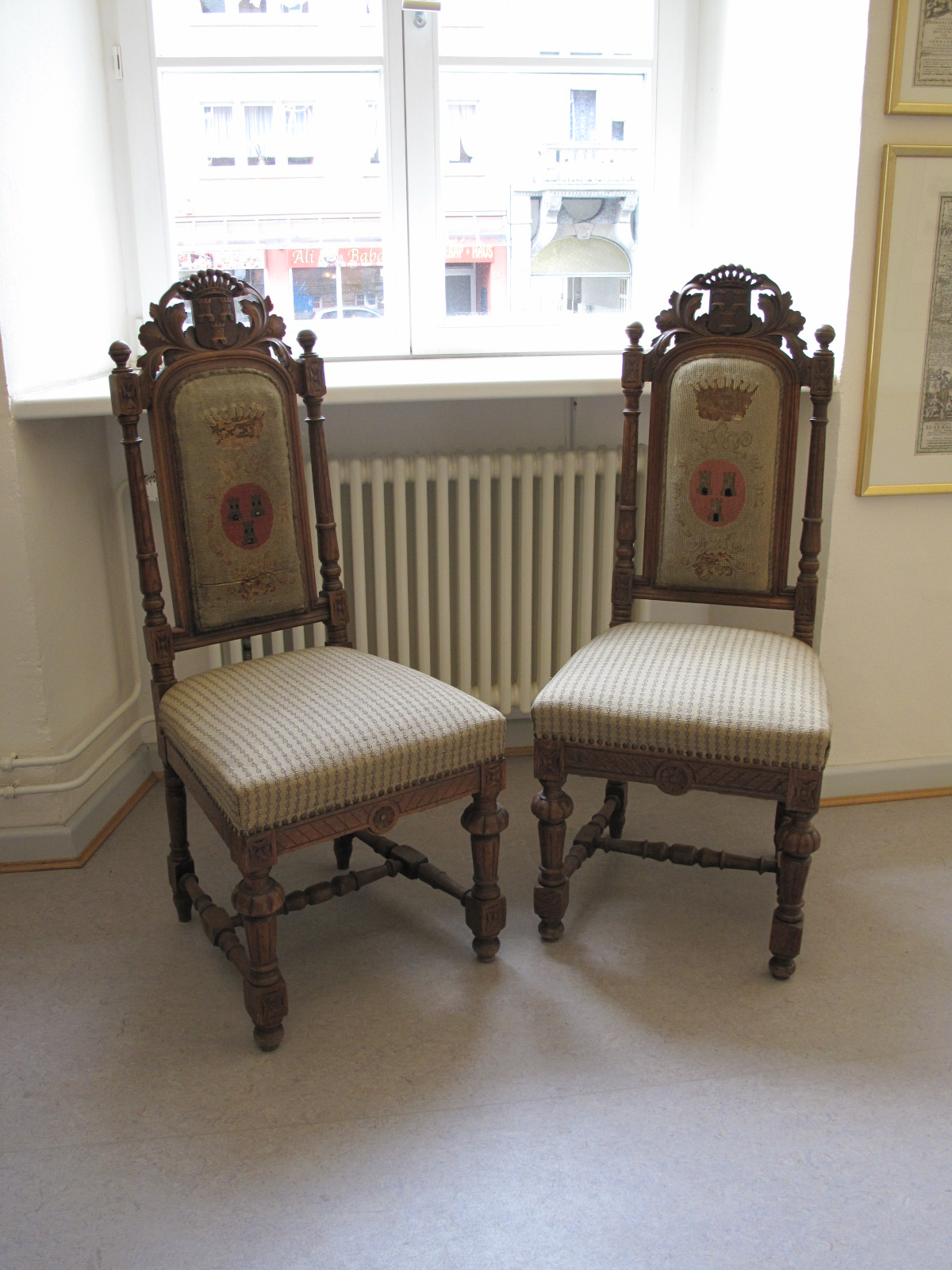
Chaises aux armes de la famille de Saintignon.

## Fiefs
Les membres de la famille ont été seigneurs de différents fiefs du Duché de Lorraine au cours de l'Ancien Régime, parmi lesquels :
| - Avrainville         |  | - Hartzviller            |
| - Barville            |  | - Hermelange             |
| - Belleville          |  | - Jeandelize             |
| - Boinville-en-Woëvre |  | - Mureau                 |
| - Brainville          |  | - Nitting                |
| - Cône                |  | - Puxe                   |
| - Eich                |  | - Réding                 |
| - Esnes-en-Argonne    |  | - Rogéville              |
| - Germonville         |  | - Vandelainville         |
| - Fromeréville        |  | - Villers-les-Prud'homme |
| - Grand-Failly        |  | - Wolsfeld               |
|                       |  |                          |
|                       |  |                          |

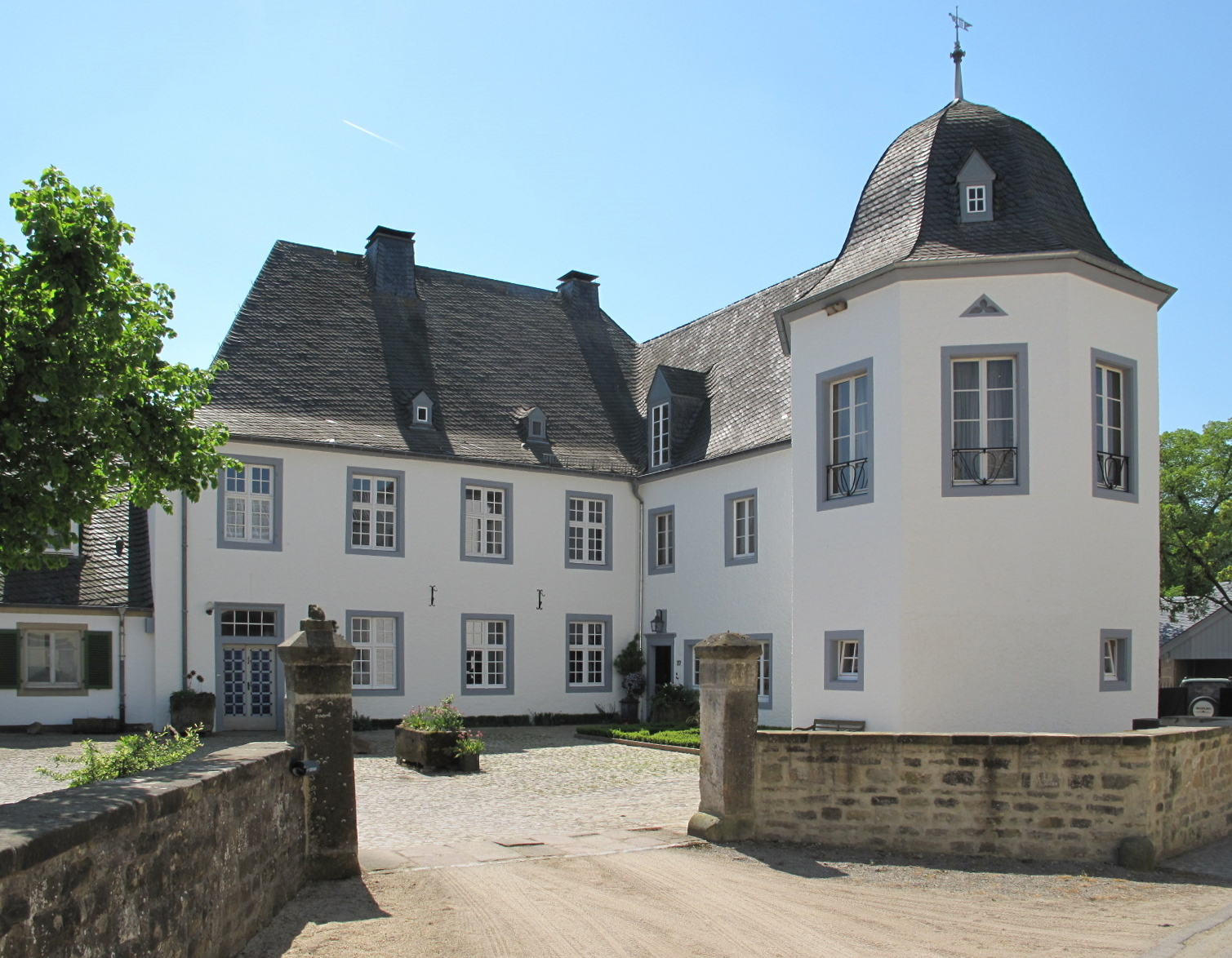
Château de Wolsfeld
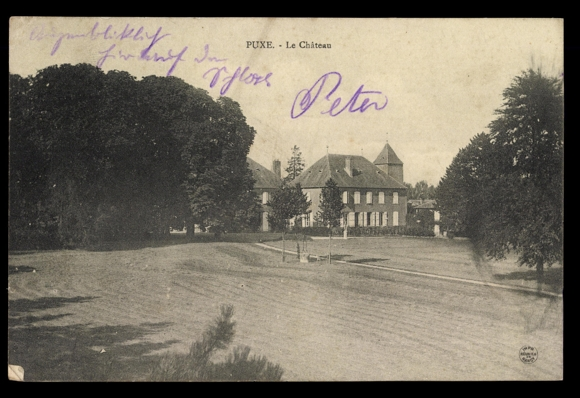
Château de Puxe (1)
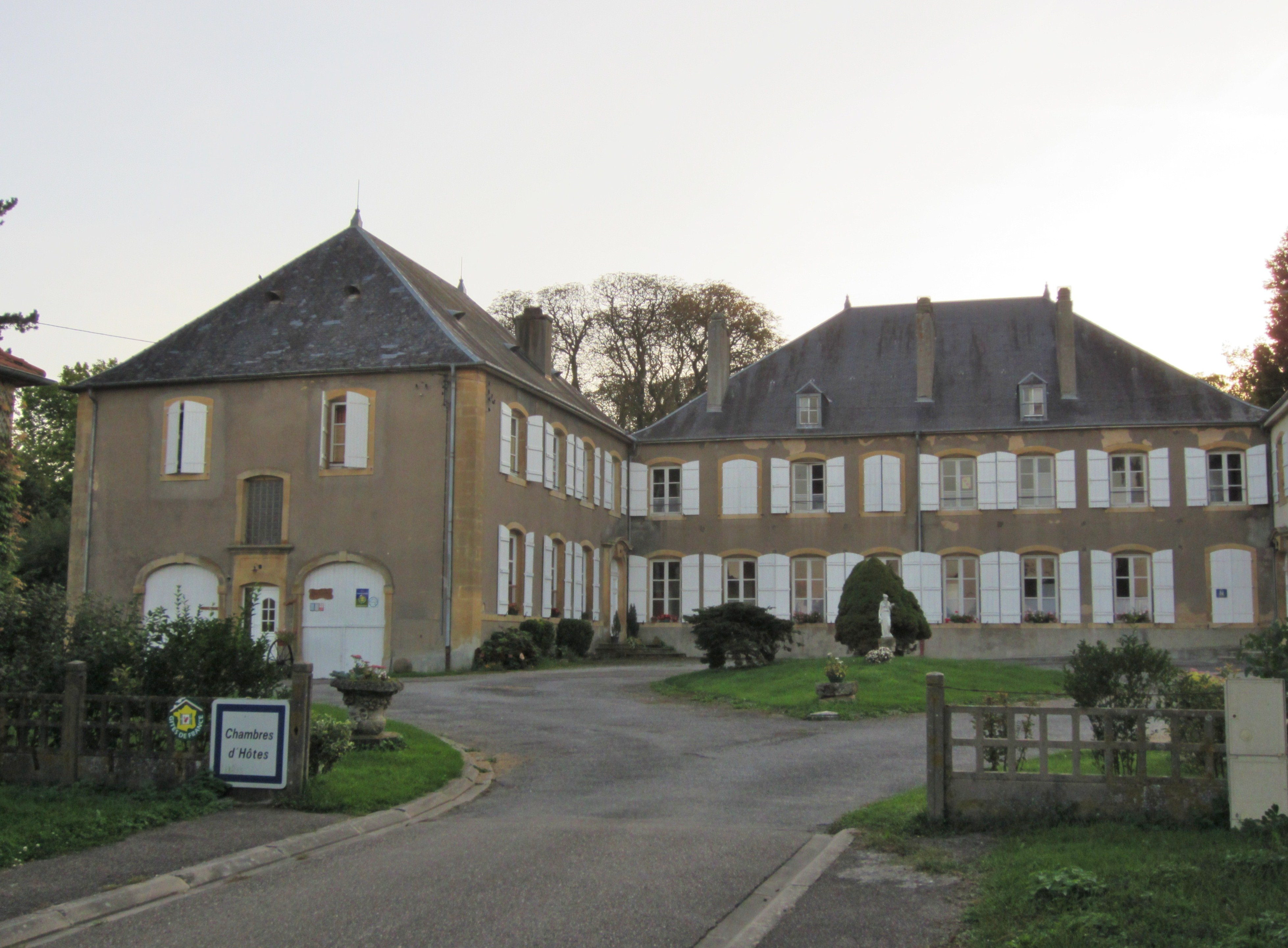
Château de Puxe (2)
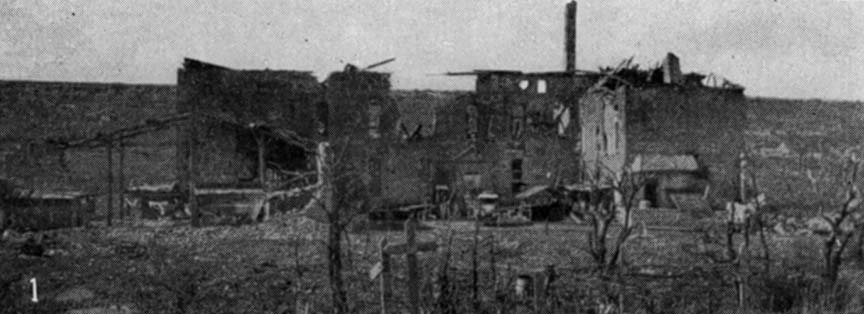
Ruines du château d'Esnes en 1917 (1)
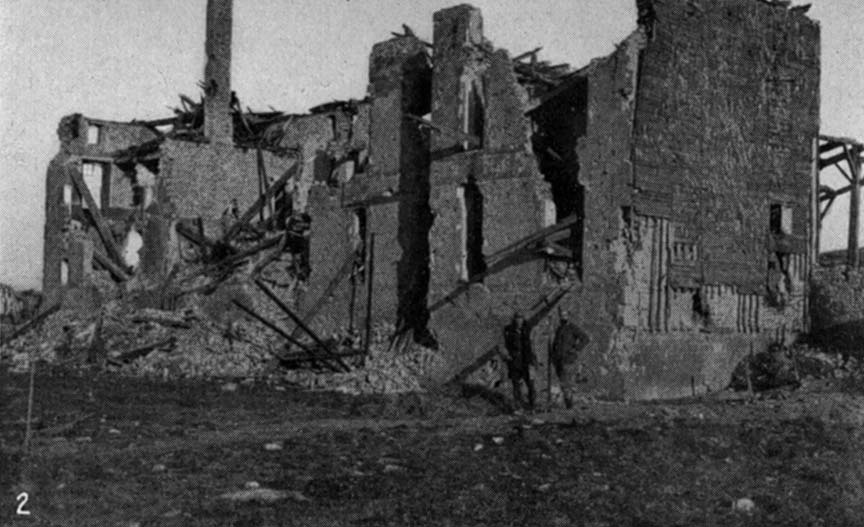
Ruines du château d'Esnes en 1917 (2)

## Armoiries

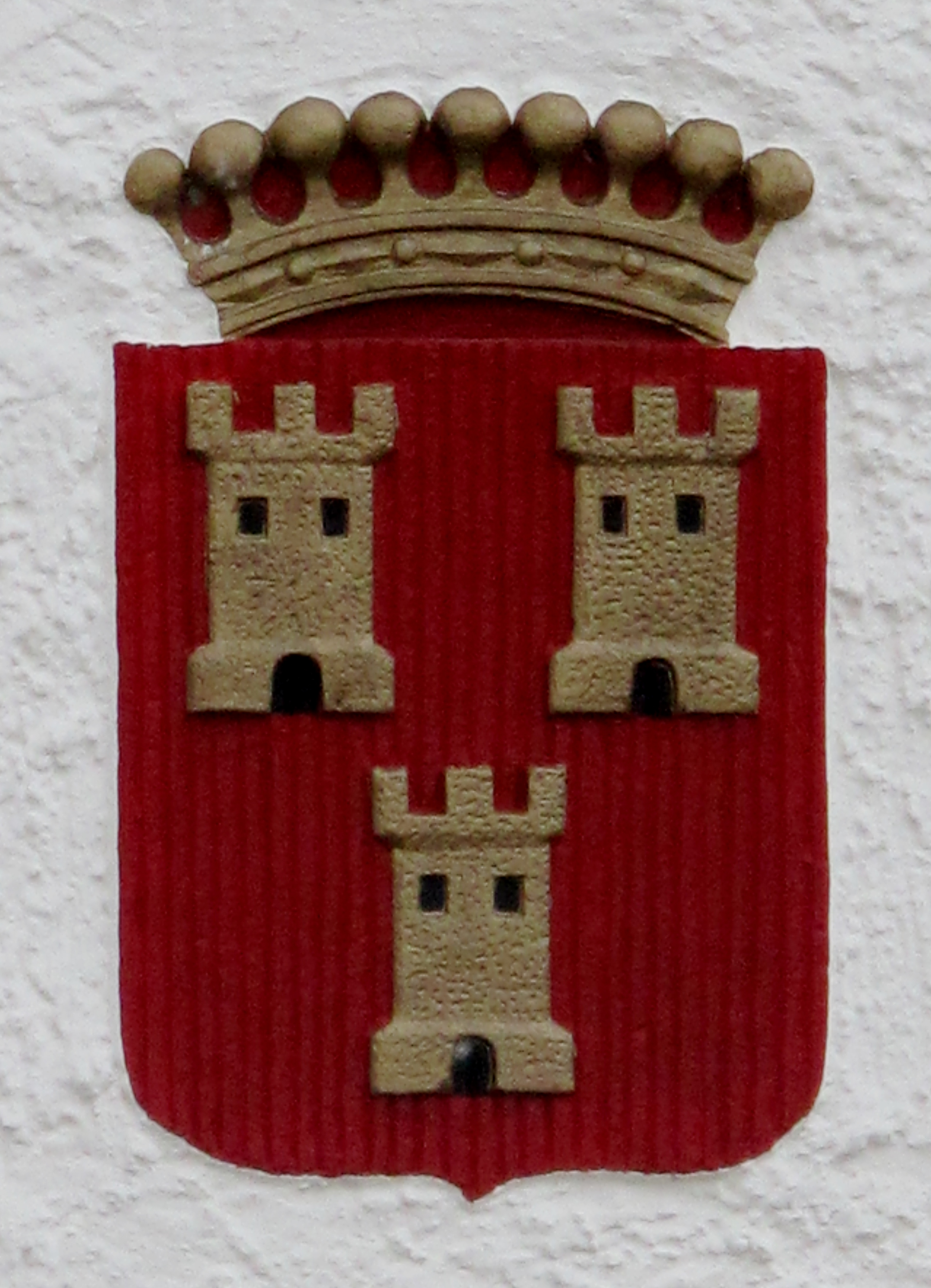
Armes Saintignon visibles au château de Wolsfeld

### Famille de Saintignon
Les armes ne se sont stabilisées qu’au XVe siècle[réf. nécessaire]. Avant cette date, on trouve une variante :
- D’azur, à trois tours d'or ou trois portes ouvertes à deux ventilions d'or, posées 2 et 1
- puis « De gueules à trois tours d'or, ajourées et maçonnées de sable, 2 et 1 »[15]

L’origine de ces trois tours provient du lignage de La Porte, famille de Verdun ayant les clés des trois tours de la cité, et dont les Saintignon purent se prévaloir par alliance.
On trouve également comme variante :
- De gueules à trois tours d’or, accompagnées de trois croisettes mal ordonnées du même, une palme d’or issant de chaque tour

(Cimier : une des tours).

### Communes de Lorraine
On retrouve également les armes de la famille comme composantes de celles de plusieurs communes où des seigneuries ont été possédées par la famille au cours de l'Ancien Régime[réf. nécessaire] :

Blasons de communes comportant une référence aux armes de la famille de Saintignon
Germonville
Puxe
Belleville (Meurthe-et-Moselle)
Nitting
Vandelainville
Hartzviller
Wolsfeld (Allemagne)

## Odonymie

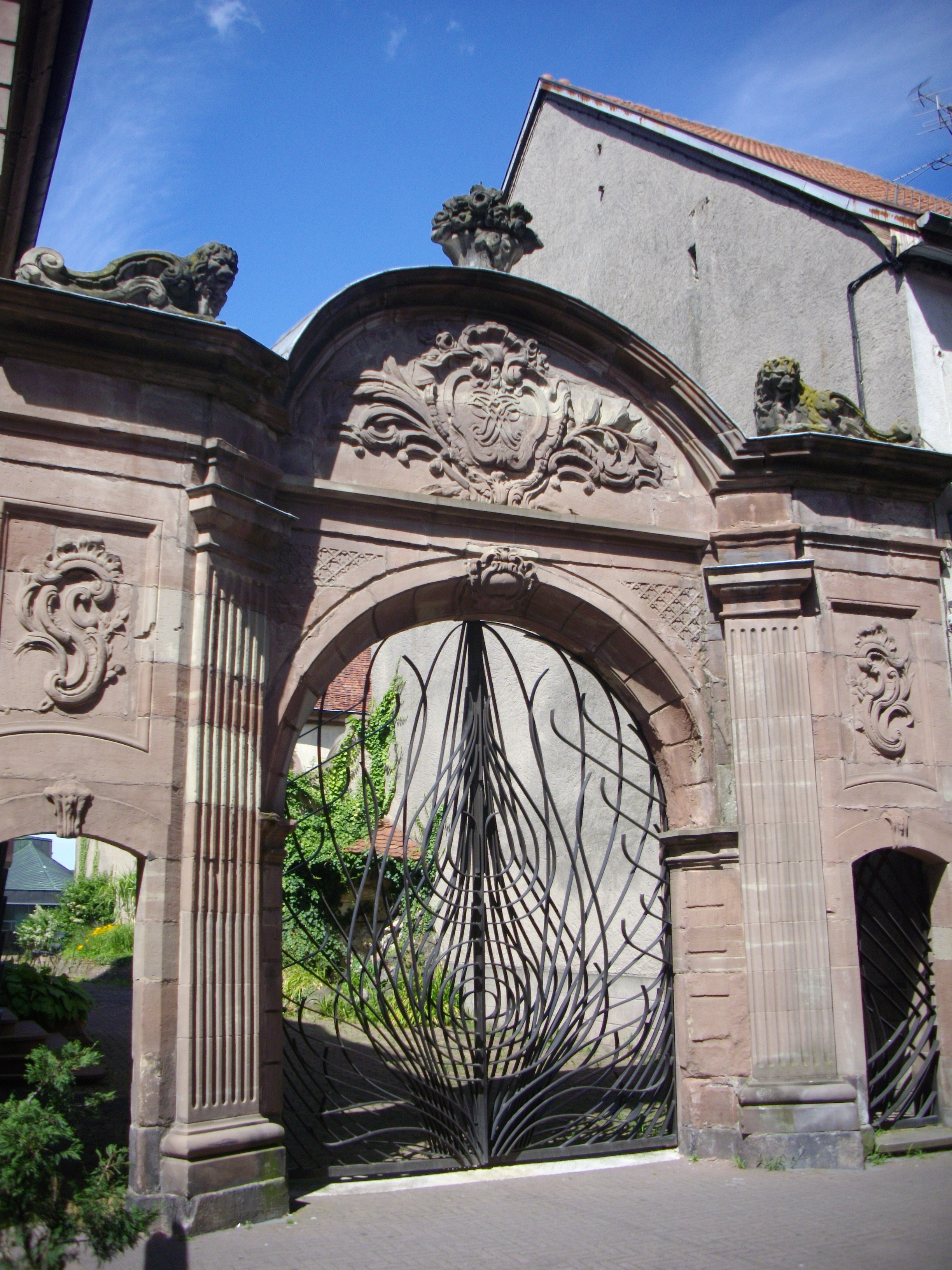
Portail de l'hôtel de Saintignon, devenu bibliothèque municipale, rue Foch à Sarrebourg (Moselle, France)

- À Longwy, on trouve le château de Saintignon, demeure de Fernand de Saintignon, propriétaire des usines De Saintignon et Cie, ainsi qu’une avenue de Saintignon.
- À Thionville ainsi qu'à Réding se trouvent une rue de Saintignon.
- À Sarrebourg se trouve l'Hôtel de Saintignon.
- À Lasauvage (commune de Differdange) se trouve une place Saintignon.
- À Nitting se trouve une rue Comtes de Saintignon.
- À Bouligny se trouve une rue Saintignon.
- À Lille a été inaugurée une place Pierre de Saintignon le 25 septembre 2019[17]